# I segreti di Nicholas Flamel, l'immortale - Il traditore
I segreti di Nicholas Flamel, l'immortale - Il traditore (The Warlock: The Secrets of the Immortal Nicholas Flamel), abbreviato come Il traditore, è un romanzo fantasy per ragazzi del 2011 dello scrittore irlandese Michael Scott. È il quinto (e penultimo) volume della saga I segreti di Nicholas Flamel, l'immortale, iniziata con I segreti di Nicholas Flamel, l'immortale - L'alchimista.
È stato pubblicato in italiano nel 2012 da Mondadori.

## Trama
Tutta la vicenda narrata nel libro si svolge nella giornata di mercoledì 6 giugno 2007, anche se vengono seguite le vicende di alcuni protagonisti che sono stati trasportati nel passato.
La storia inizia subito dopo la fine del romanzo precedente e segue le vicende dei vari protagonisti, che si trovano in luoghi diversi.
Alcatraz. Benché il dottor John Dee, loro alleato, sia stato dichiarato fuorilegge, Machiavelli e Billy the Kid decidono di seguire i piani tracciati dagli Oscuri Signori: libereranno l'esercito di mostri rinchiusi ad Alcatraz e li scateneranno contro San Francisco. Lo scopo è distruggere una volta per tutte la razza umana.
Danu Talis. I Regni d'Ombra sono molto più pericolosi di quanto si potrebbe immaginare, e non ci si arriva certo per caso: i guerrieri amici di Flamel sono stati convocati proprio lì per una ragione ben precisa. Il gruppo riunito deve andare a Danu Talis e distruggerla, poiché l'isola, conosciuta nelle leggende umane come la città perduta di Atlantide, deve essere rasa al suolo affinché possa esistere il mondo moderno.
San Francisco. La fine è vicina. Josh ha fatto la sua scelta e non si è unito né a Sophie né all'alchimista Nicholas Flamel.
Combatterà accanto a Dee e alla misteriosa Virginia Dare, a meno che Sophie non riesca a trovare il gemello prima della battaglia, prima che tutto sia perduto per sempre.

## Nuovi personaggi
Tsagaglalal, Colei Che Vigila, era la moglie di Abramo il Mago (zia Agnes).

## Edizioni
- Michael Scott, I segreti di Nicholas Flamel, l'immortale - Il traditore, Milano, Mondadori, 2012, 392 p. ISBN 9788804622093